# Mariager Højskole
Mariager Højskole (tidligere Pinsevækkelsens Højskole, også kaldet Danish Pentecostal Bible College) uddanner kristne kirkeledere.
|  | Denne artikel om en bygning eller et bygningsværk kan blive bedre, hvis der indsættes et (bedre) billede. Du kan hjælpe ved at afsøge Wikimedia Commons for et passende billede eller lægge et op på Wikimedia Commons med en af de tilladte licenser og indsætte det i artiklen. |

56°38′49″N 9°58′10″Ø / 56.646949°N 9.969385°Ø